# Korapula
Korapula és un riu de la regió de Malabar a Kerala, Índia, de 52 km de llarg i de menor importància. Marca el límit entre les regions històriques de Malabar del Nord i Malabar del Sud. Les dones nayar del nord no el podien creuar.